# Братья Хенкины

Евгений Хенкин. Автопортрет. 1930-е. Берлин. © Henkin Brothers Archive Association (HBAA)

Яков Хенкин. Автопортрет. 1930-е. Ленинград. © Henkin Brothers Archive Association (HBAA)

Братья Евге́ний (14 декабря 1900, Ростов-на-Дону — 3 января 1938, Ленинград) и Я́ков (2 декабря 1903, Ростов-на-Дону — 13 декабря 1941, Ленинградская область) Хе́нкины — известные фотографы-любители, снимавшие городскую жизнь в Ленинграде (СССР) и Берлине (Германия) в 1920—1930-х годах, между двумя мировыми войнами.

## Биография
Братья родились в Ростове-на-Дону в семье Александра Яковлевича Хенкина и его супруги Анны Исаковны, урождённой Эрберг.
Евгений после Октябрьской революции уехал в Берлин, где жил с 1926 по 1936 год, был музыкантом, играл на терменвоксе. 
В 1936 году вернулся в СССР, был арестован НКВД 18 ноября 1937 года и расстрелян 3 января 1938 года по приговору «двойки».
Яков жил в Ленинграде и работал экономистом. Был женат на Фриде Семёновне Хенкиной, урождённой Файн; дочь — Галина. В 1941 году ушёл добровольцем на Ленинградский фронт, где вскоре получил ранение и умер в полевом госпитале. Похоронен в братской могиле на Пундоловском кладбище (деревня Суоранда, Ленинградская область).
Племянники Виктора и Владимира Хенкиных; братья Софии Хенкиной, впоследствии работавшей много лет заведующей редакцией журнала «Звезда»; двоюродные братья Кирилла Хенкина.
В 2017 году на сайте «Бессмертный полк» была создана памятная страница, посвящённая Якову Хенкину.
3 января 2018 года, в день, когда Евгений Хенкин был расстрелян в 1938 году, появилась его страница на сайте «Бессмертный барак».

## Фотографии
Фотоархив братьев Хенкиных включает около 7000 снимков. На плёнках запечатлена повседневная жизнь двух больших городов: бытовые и жанровые сценки, городские виды, портреты, праздники и демонстрации, спортивные соревнования. Яков снимает в парках и на стадионах Ленинграда, Евгений — на улицах и площадях Берлина.
Негативы хранились в семье Якова Хенкина в Ленинграде и перемещались из одной квартиры в другую, пока в начале 2000-х годов наследники не заинтересовались содержимым. Первые напечатанные плёнки позволили судить о том, что фотоархив представляет не только семейную ценность. Об этом сразу же заговорили профессиональные фотографы и искусствоведы.
В конце 2016 года в Лозанне (Швейцария) была создана и зарегистрирована Ассоциация «Архив братьев Хенкиных» (Henkin Brothers Archive Association). Основным направлением деятельности Ассоциации является изучение, консервация и продвижение архива братьев Хенкиных.
До 2017 года снимки из архива нигде не печатались и не выставлялись.

## Выставки и проекты

### Эрмитаж, Санкт-Петербург, 2017 г.
В 2017 году в Государственном Эрмитаже (Санкт-Петербург) открылась первая выставка фотографий «Братья Хенкины: открытие. Люди Ленинграда и Берлина 1920—1930-х годов»
Куратор выставки — Дмитрий Озерков, заведующий Отделом современного искусства Государственного Эрмитажа, Эрмитаж 20/21.

### Street Photo Milano, Милан, 2019 г.
В мае 2019 года работы Евгения и Якова Хенкиных выставляются в Милане на международном фестивале фотографии Street Photo Milano 2019.

### Альбом «Les Frères Henkin. Photographes à Leningrad et à Berlin.», Les Éditions Noir sur Blanc, 2019 г.
В октябре 2019 года швейцарско-французским издательством Editions Noir sur Blanc (группа Libella) была выпущена книга фотографий Евгения и Якова Хенкиных под названием Les Frères Henkin. Photographes à Leningrad et à Berlin. («Братья Хенкины. Фотографы в Ленинграде и Берлине.»). Книга содержит 181 фотографий Евгения и Якова Хенкиных, большинство из которых опубликованы впервые. Книга также включает предисловие Георгия Пинхасова и статьи Даниэля Жирардэна, Лорэн де Мо, Дениса Маслова и Ольги Вальтер. Книга опубликована на французском языке.